# Eric Millegan

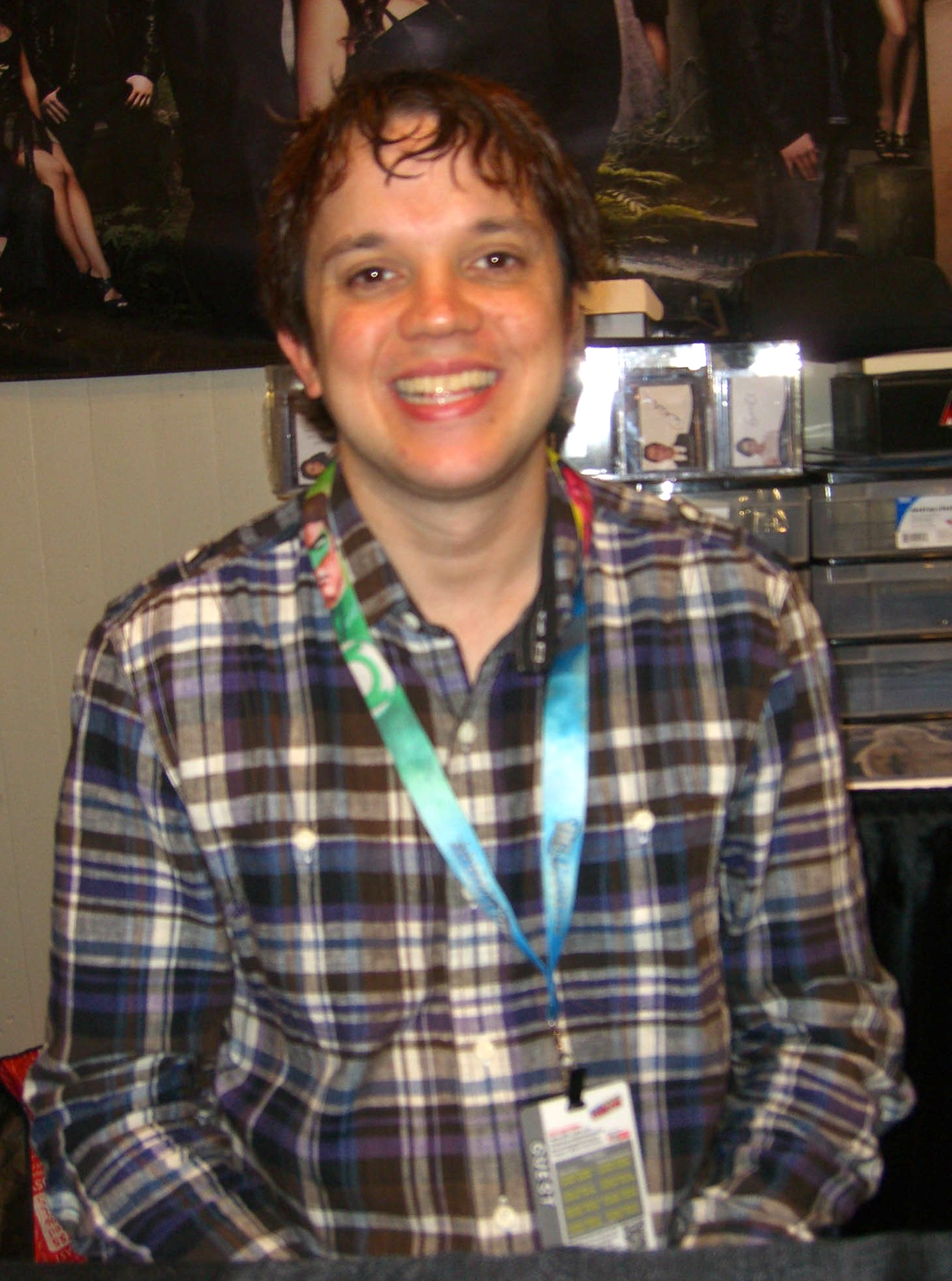
Eric Millegan (2012)

Eric Millegan (* 25. August 1974 in Hackettstown, New Jersey) ist ein US-amerikanischer Schauspieler. Aufgrund seines jugendlichen Aussehens wird er oft für Rollen ausgewählt, in denen er deutlich jüngere Charaktere darstellt.

## Leben
Millegan wuchs in Springfield, Oregon auf. Er absolvierte die Schauspielschule in Interlochen, Michigan und studierte Musiktheater an der Universität von Michigan. Aktuell lebt er in Los Angeles, Kalifornien. Er lebt offen schwul und 2003 kürte ihn das schwule US-Magazin Out zum „heißesten offen-schwulen Nachwuchsschauspieler“ („Hottest Up-and-Coming Openly Gay Actor of 2003“).

## Werk
Ein wichtiger Schwerpunkt von Millegans bisheriger Arbeit liegt im Bereich des Musiktheaters. So spielte der Tenor Millegan am New Yorker Broadway in Jesus Christ Superstar und gehörte 2005 als Harold zur Stammbesetzung der Weltpremiere des Musicals Harold & Maude von Tom Jones und Joseph Thalken. Ende 2006 war er in einer Produktion der Gilbert-und-Sullivan-Operette Die Piraten von Penzance im Opernhaus von Eugene, Oregon zu sehen.
Sein Filmdebüt feierte Millegan 2002 in dem erotischen Independentfilm On_Line, der im offiziellen Programm mehrerer bedeutender Filmfestivals gezeigt wurde, unter anderem bei der Berlinale.
Millegan hatte außerdem Gastauftritte in mehreren Fernsehserien, darunter 100 Centre Street, Law & Order und Curb Your Enthusiasm.
Von 2005 bis 2008 gehörte er in der Rolle des genialen, aber im zwischenmenschlichen Bereich sehr unbeholfenen Nachwuchswissenschaftlers Zack Addy zur Stammbesetzung der Fox-Serie Bones – Die Knochenjägerin.
Seine erste Filmhauptrolle spielte Eric Millegan 2006 in dem Independentfilm The Phobic.

## Filmografie
- 2001: Soda Pop
- 2001: 100 Centre Street (Fernsehserie)
- 2002: On_Line
- 2002: Criminal Intent – Verbrechen im Visier (Law & Order: Criminal Intent, 'Der Insider', Fernsehserie)
- 2004: Lass es, Larry! (Curb Your Enthusiasm, Fernsehserie)
- 2006: The Phobic
- 2005–2010, 2016–2017: Bones – Die Knochenjägerin (Bones, Fernsehserie)